# أرطاة الفزاري
أبو زَيد أرطاة بن كعب بن قيس بن حبيب بن عامر بن جؤيه بن لوذان الفزاري شاعِر مُخضرم عاش في الجاهلية وعصر صدر الإسلام، أدرك الإسلام ووفد على النبي محمد في عام الوفود وبَايعه ثم لازمه حتى مات. روى عنه عدة أحاديث نقلهما عنه أبناؤه أمير البصرة عدي بن أرطاة الفزاري والتابِعي زيد بن أرطاة الفزاري.
وكان يلقب بالبكّاء لِقَولِهِ:
وقال عنه البخاري:
كَانَ الرَجِلُ مِن أَصْحَاب النَّبِي صلى الله عليه وسلم إِذَا زكي قال : اللَّهُمَّ لا تؤاخذني بِمَا يقولون واغفر لي مَا لا يَعْلَمُونَ.